# FA Charity Shield 1960
Lo FA Charity Shield 1960, noto in italiano anche come Supercoppa d'Inghilterra 1960, è stata la 38ª edizione della Supercoppa d'Inghilterra.
Si è svolto il 13 agosto 1960 al Turf Moor di Burnley tra il Burnley, vincitore della First Division 1959-1960, e il Wolverhampton, vincitore della FA Cup 1959-1960.
Il titolo, per la terza volta nella sua storia, è stato condiviso tra le due squadre, che hanno pareggiato la gara per 2-2.

## Partecipanti
| Squadre       | Qualificazione                           | Partecipazioni precedenti (il grassetto indica la vittoria) |
| ------------- | ---------------------------------------- | ----------------------------------------------------------- |
| Burnley       | Vincitore della First Division 1959-1960 | 1 (1921)                                                    |
| Wolverhampton | Vincitore della FA Cup 1959-1960         | 4 (1949, 1954, 1958, 1959)                                  |

## Tabellino
| Burnley 13 agosto 1960                                          | Burnley   | 2 – 2 referto | Wolverhampton | Turf Moor (19.873 spett.) |
| \| \| \| \| \| Miller Connelly \| Marcatori \| Deeley Murray \| |           |               |               |                           |
|                                                                 |           |               |               |                           |
| Miller Connelly                                                 | Marcatori | Deeley Murray |               |                           |

### Formazioni
| Burnley:    |    |                  |
|             |    |                  |
| P           | 1  | Adam Blacklaw    |
| D           | 2  | John Angus       |
| D           | 3  | Alex Elder       |
| D           | 6  | Brian Miller     |
| C           | 4  | Jimmy Adamson    |
| C           | 5  | Tommy Cummings   |
| C           | 7  | John Connelly    |
| C           | 8  | Jimmy McIlroy    |
| C           | 11 | Brian Pilkington |
| A           | 9  | Ray Pointer      |
| A           | 10 | Jimmy Robson     |
| Allenatore: |    |                  |
| Harry Potts |    |                  |

| Wolverhampton: |    |                  |
|                |    |                  |
| P              | 1  | Geoff Sidebottom |
| D              | 2  | George Showell   |
| D              | 3  | Gerry Harris     |
| D              | 5  | Eddie Stuart     |
| C              | 4  | John Kirkham     |
| C              | 6  | Eddie Clamp      |
| C              | 7  | Gerry Mannion    |
| C              | 10 | Peter Broadbent  |
| C              | 11 | Norman Deeley    |
| A              | 8  | Barry Stobart    |
| A              | 9  | Jimmy Murray     |
| Allenatore:    |    |                  |
| Stan Cullis    |    |                  |